# Sala

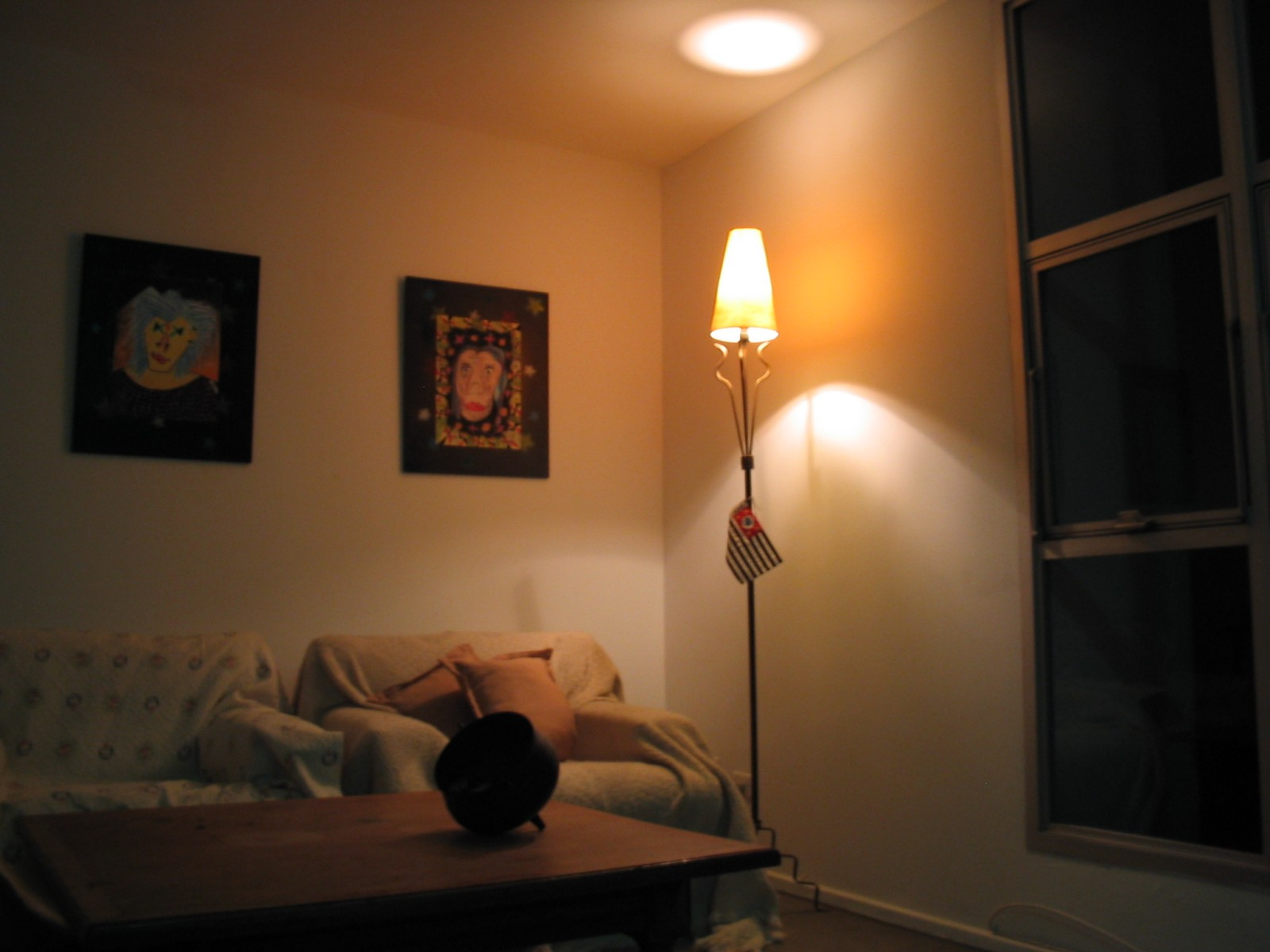
Sala de estar.

Uma sala é normalmente entendida como qualquer cômodo interno de um edifício. Porém, a expressão é normalmente associada a um cômodo específico de uma casa comum a todos os moradores. Em residências populares ou típicas da classe-média, é caracterizada como um cômodo de repouso, socialização interna ou para recebimento de visitas. Geralmente há um ou mais sofás, eventualmente uma televisão e outros objetos de decoração. Este entendimento da sala como espaço privilegiado de uma residência é semelhante à forma como os moradores de países anglófonos chamam tais espaços em suas casas: living rooms (cuja tradução literal seria algo como sala de viver). Os salões, porém, mais do que simples "salas grandes", são entendidos como espaços destináveis a usos diversos.
Historicamente o uso de salas das antigas culturas de Minos, 2200 a.C onde escavações em Santorini e Grécia em Acrotíri revelaram salas claramente definidas. Numa casa podem existir salas "especializadas" como sala de jantar, sala de visita, sala de jogos ou sala de televisão.